# ジェイ・バス

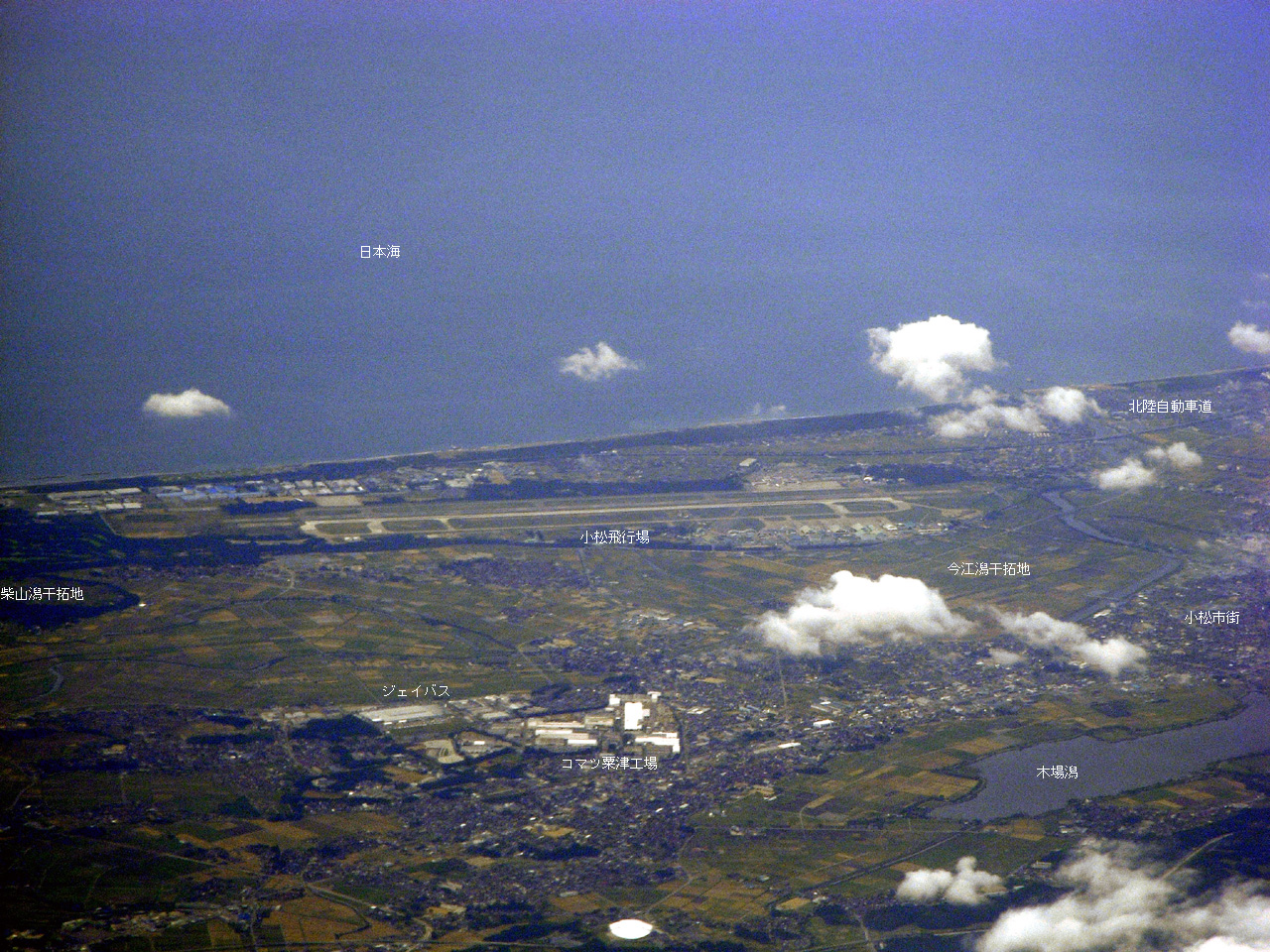
ジェイ・バス 小松事業所空撮
コマツ粟津工場に隣接する。

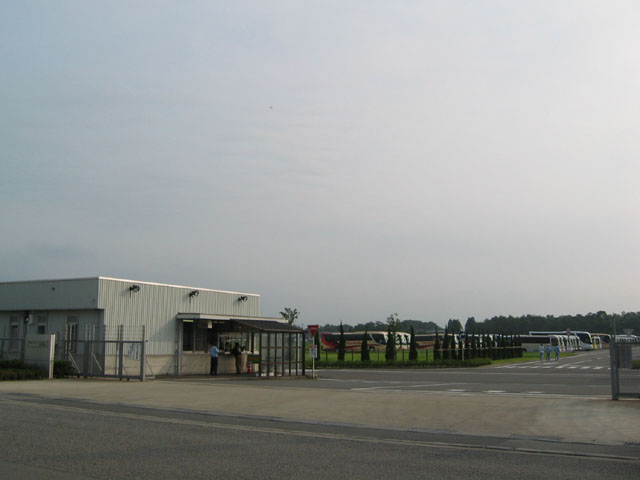
ジェイ・バス 小松事業所

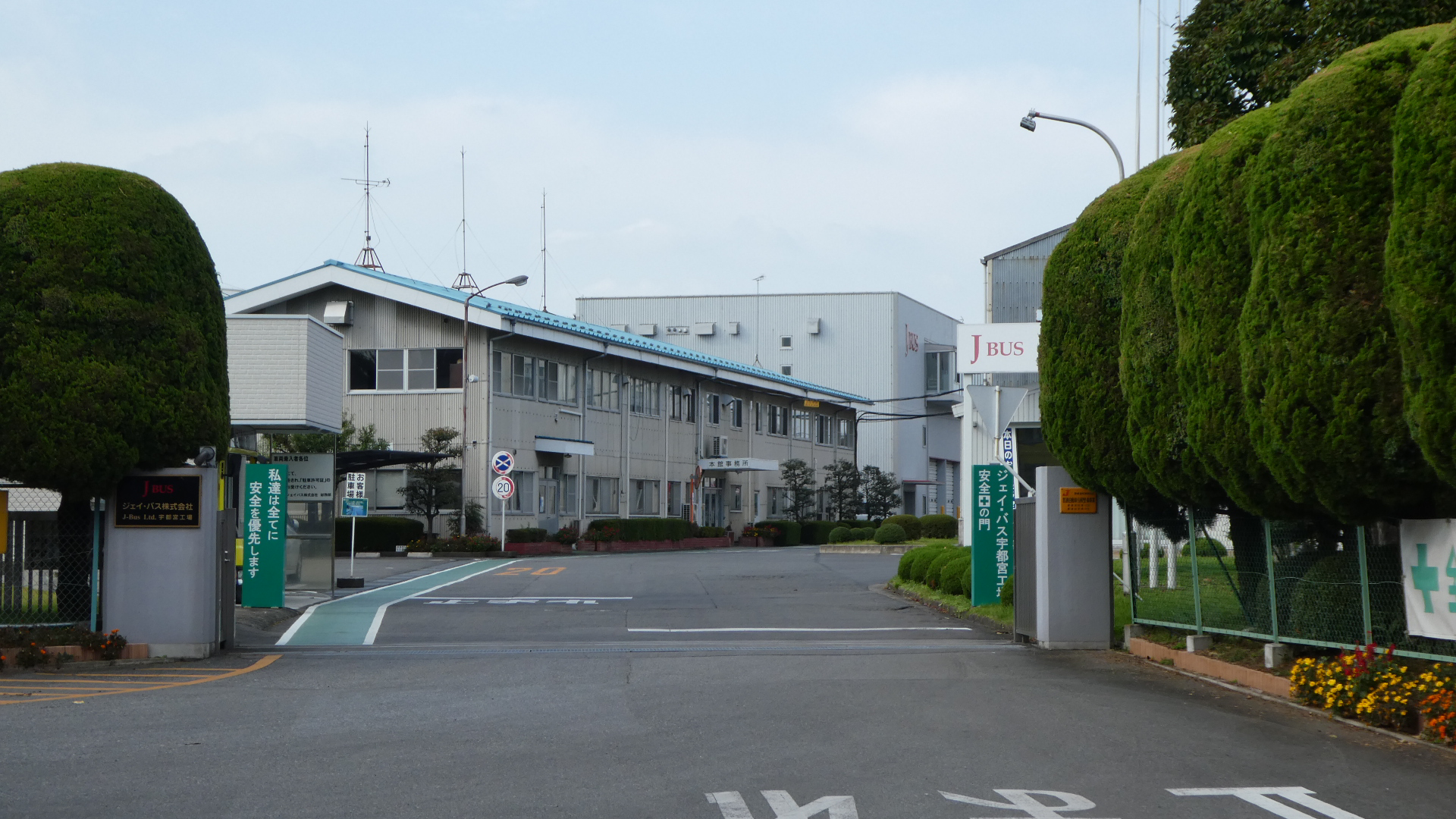
ジェイ・バス 宇都宮事業所

ジェイ・バス株式会社（英: J-BUS LTD.）は、石川県小松市に本社を置く日本のバス製造メーカー（いすゞ自動車の子会社）。いすゞ自動車と日野自動車が合弁で設立した会社で、日本国内向けの製品を製造している。バス車体製造国内最大手。
社名は、いすゞ・日野両者の「Joint（結合）」を表す「J」、またいすゞ（Isuzu）の「I」・日野（Hino）の「H」に次ぐラテン文字アルファベットの「J」に由来する。また、「Japan（日本）」「Join（参加する）」「Joyful（楽しむ）」のそれぞれの頭文字も意味している。

## 株主
- いすゞ自動車 (50%)
- 日野自動車 (50%)

## 沿革
- 2002年10月1日 - いすゞ自動車・日野自動車のバス部門の経営統合に伴う合併準備会社として設立。
- 2003年10月1日 - いすゞバス製造・日野車体工業（バス製造部門）を子会社とする。
- 2004年10月1日 - いすゞバス製造・日野車体工業を吸収合併。会社沿革ではこの日を「新生ジェイ・バス誕生の日」としている[2]。

## 事業所

### 生産拠点
事業所に関しては、吸収合併された旧いすゞバス製造と旧日野車体工業をそのまま引き継いでいるかたちになる。また、小松事業所は日野側が、宇都宮事業所はいすゞ側が引き続き統括を取っている。事業所名後ろの括弧内の英字は事業所を略記する際の記号であり、銘板には仕様番号の後ろに表記されている。
- 小松事業所（K：旧日野車体工業小松工場）
  - 石川県小松市串町工業団地30
- 宇都宮事業所（U：旧いすゞバス製造宇都宮工場）
  - 栃木県宇都宮市中岡本町2857-2

### サービス拠点
北海道
- 北海道サービス駐在所 札幌市東区東苗穂5条3丁目

東北
- 東北サービス駐在所 仙台市宮城野区福田町2丁目
- 東北・秋田サービス駐在所 秋田県仙北市角館町雲然字下町屋

関東
- 北関東サービス駐在所 栃木県宇都宮市中岡本町（宇都宮事業所）
- 南関東サービス駐在所 横浜市鶴見区市場大和町4丁目

中部
- 東海サービス駐在所 名古屋市中区千代田5丁目
- 北陸サービス駐在所 石川県小松市串町工業団地30番地（小松事業所）

関西
- 関西サービス駐在所 大阪市西淀川区御幣島2丁目
- 関西・京都サービス駐在所 京都府宇治市広野町丸山

中国・四国
- 広島サービス駐在所 広島市安佐南区祇園2丁目

九州・沖縄
- 九州サービス駐在所 福岡市博多区板付3丁目
- 九州・熊本サービス駐在所 熊本市西区島崎5丁目

## 生産車種
一部の例外を除き、2社に統合車種として供給が行われている。これらの銘柄は、それぞれ発売元の会社の銘板がつき、いすゞ車はいすゞ+ジェイ・バス、日野車は日野+ジェイ・バス、トヨタ車はトヨタ+ジェイ・バスの銘板が付く。また、銘板の仕様番号の後ろに事業所を略記する際の英字記号（小松事業所：K、宇都宮事業所：U）が表記されている。
多くの車種がジェイ・バス発足年の2004年頃のマイナーチェンジ車から統合車種化しているが、大型路線バスのブルーリボンIIの初期モデルや2007年中ごろまでに発売された中型系のバス（10.5m車と9m車）はOEM供給車として扱われていた。こちらの銘柄は車両については、いずれも供給元+ジェイ・バスの銘板が付いている。窓ガラスは小松事業所ではAGC（旧:旭硝子）、宇都宮事業所では日本板硝子を採用している。

### 現在生産中の車種
小松事業所
小型ノンステップバス（HX）については日野にのみ供給され、それ以外はいすゞと日野に供給されている。開発は全て日野である。
2022年3月に発覚した日野自動車エンジン不正問題により日野自動車開発の車両が全て生産停止になったが、2022年9月には日野セレガ・いすゞガーラを除き生産再開。（セレガ・ガーラもA09C搭載車のみ2023年7月に再開済み）
- 大型観光バス・大型高速路線バス・9m大型観光バス
  - 日野・セレガ (RU) / いすゞ・ガーラ (RU) （A09Cエンジン搭載車のみ）[4]
- 中型観光バス
  - 日野・メルファ (RR) /いすゞ・ガーラミオ (RR)
- 小型路線バス
  - 日野・ポンチョ (HX)

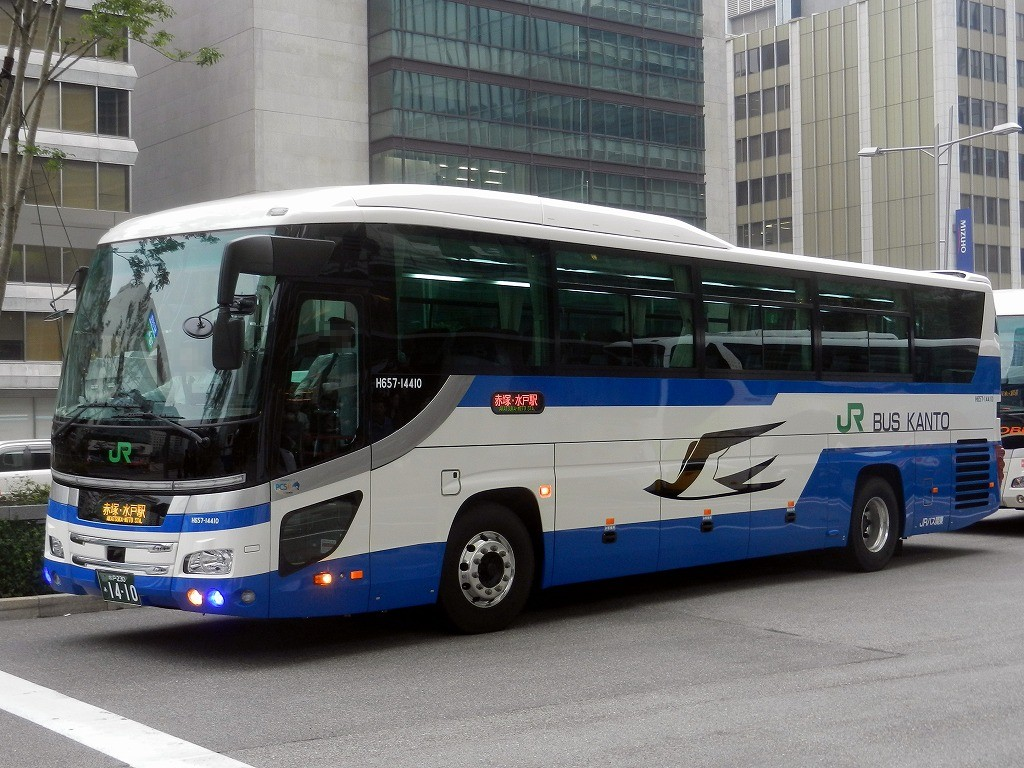
セレガ
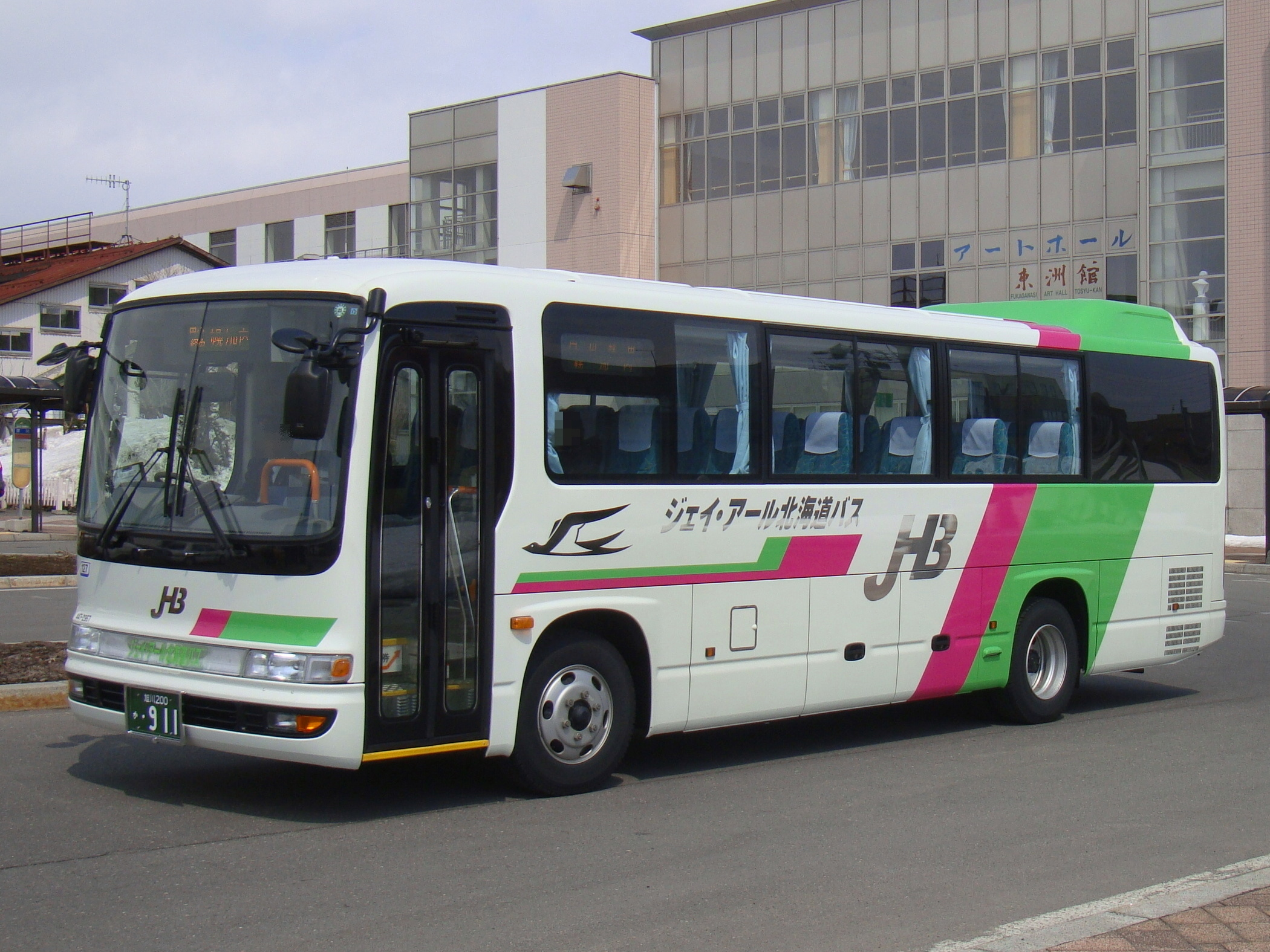
メルファ
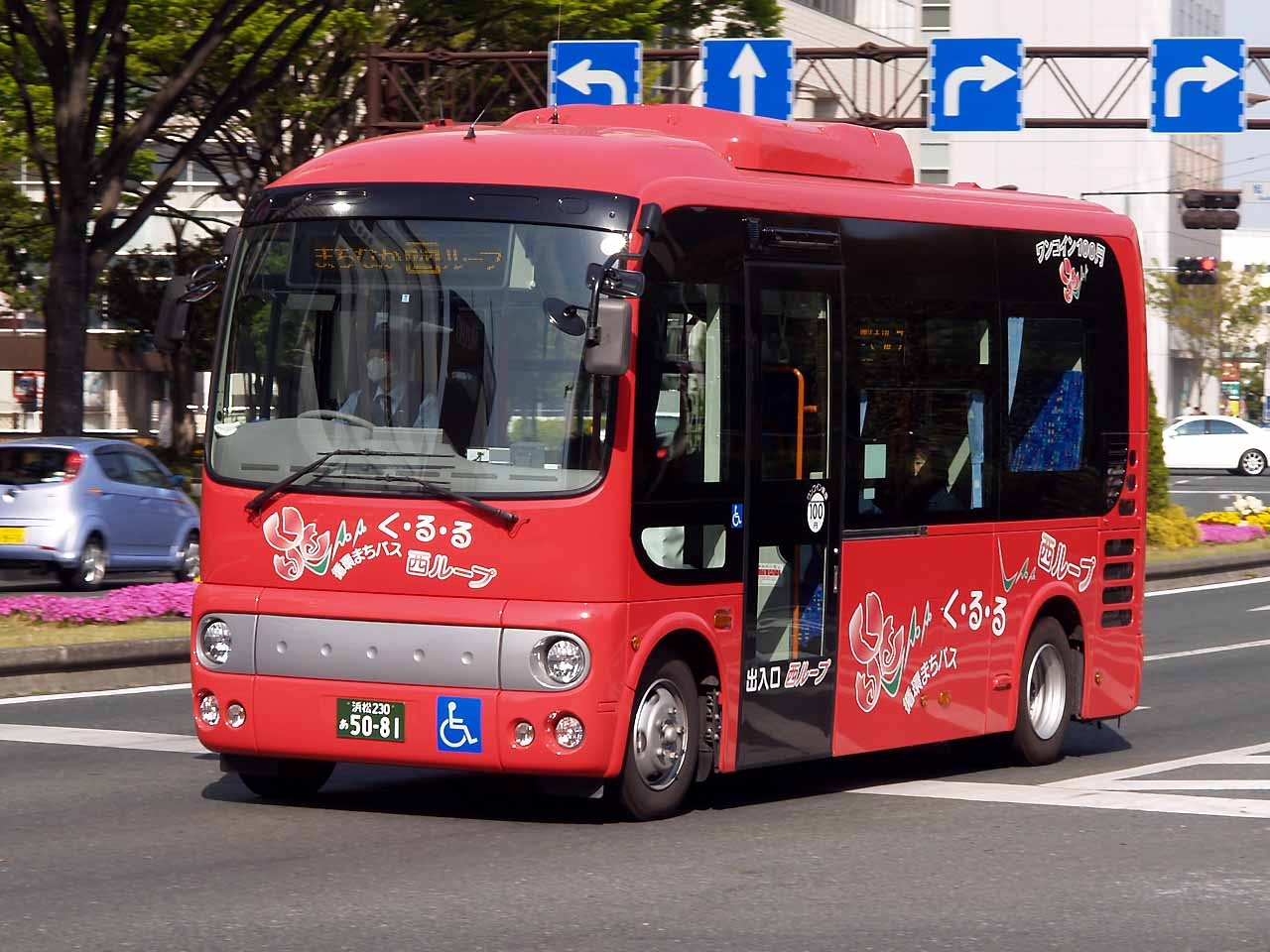
ポンチョ

宇都宮事業所
ハイブリッドバス（HL）は日野が、それ以外はいすゞが開発しており、いずれもいすゞと日野に供給される。なお、当事業所では現在はノンステップバスのみを製造している。
- 連節路線バス
  - 日野・ブルーリボンハイブリッド連節バス (KX) / いすゞ・エルガデュオ (LX)

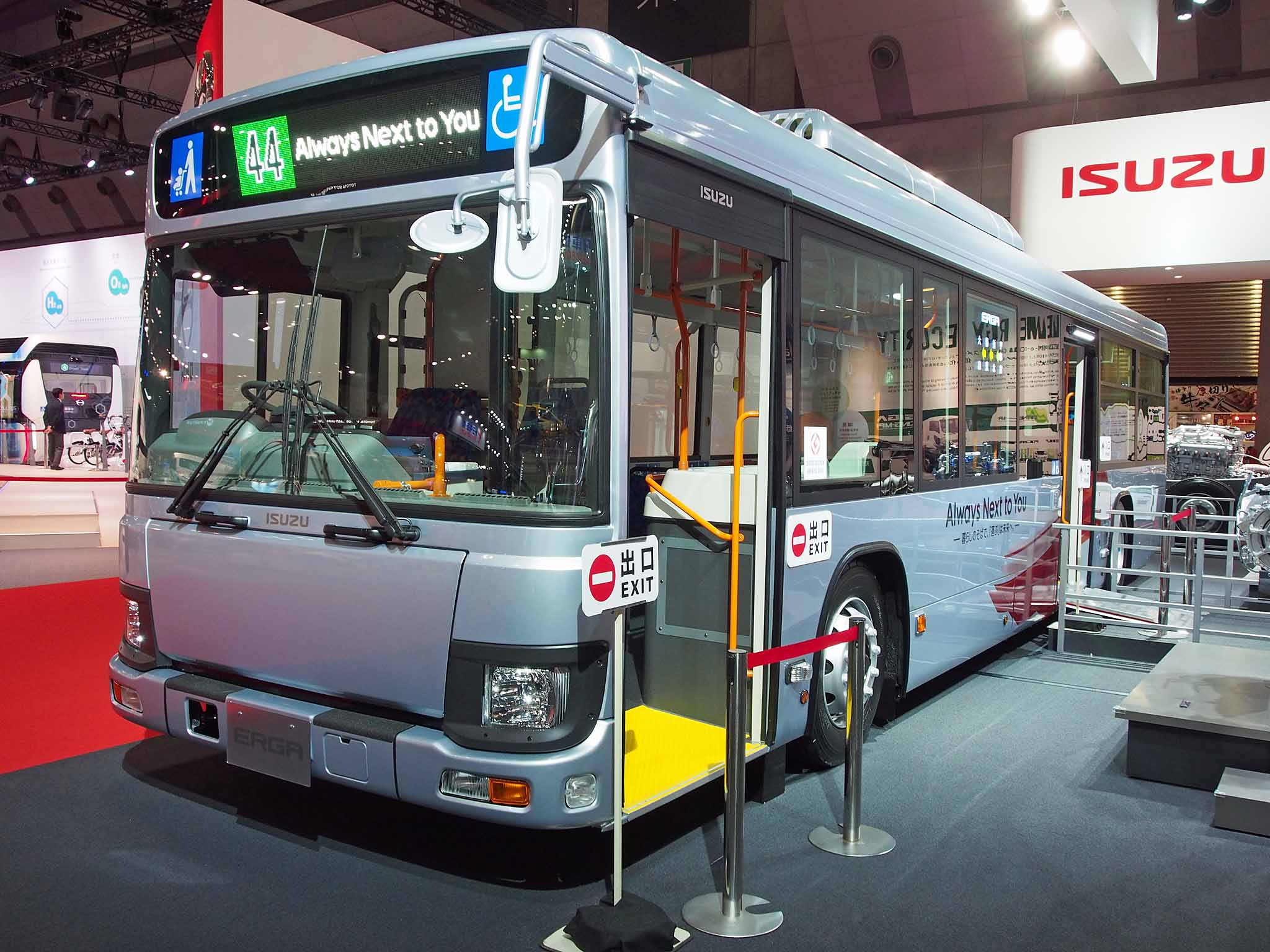
エルガ
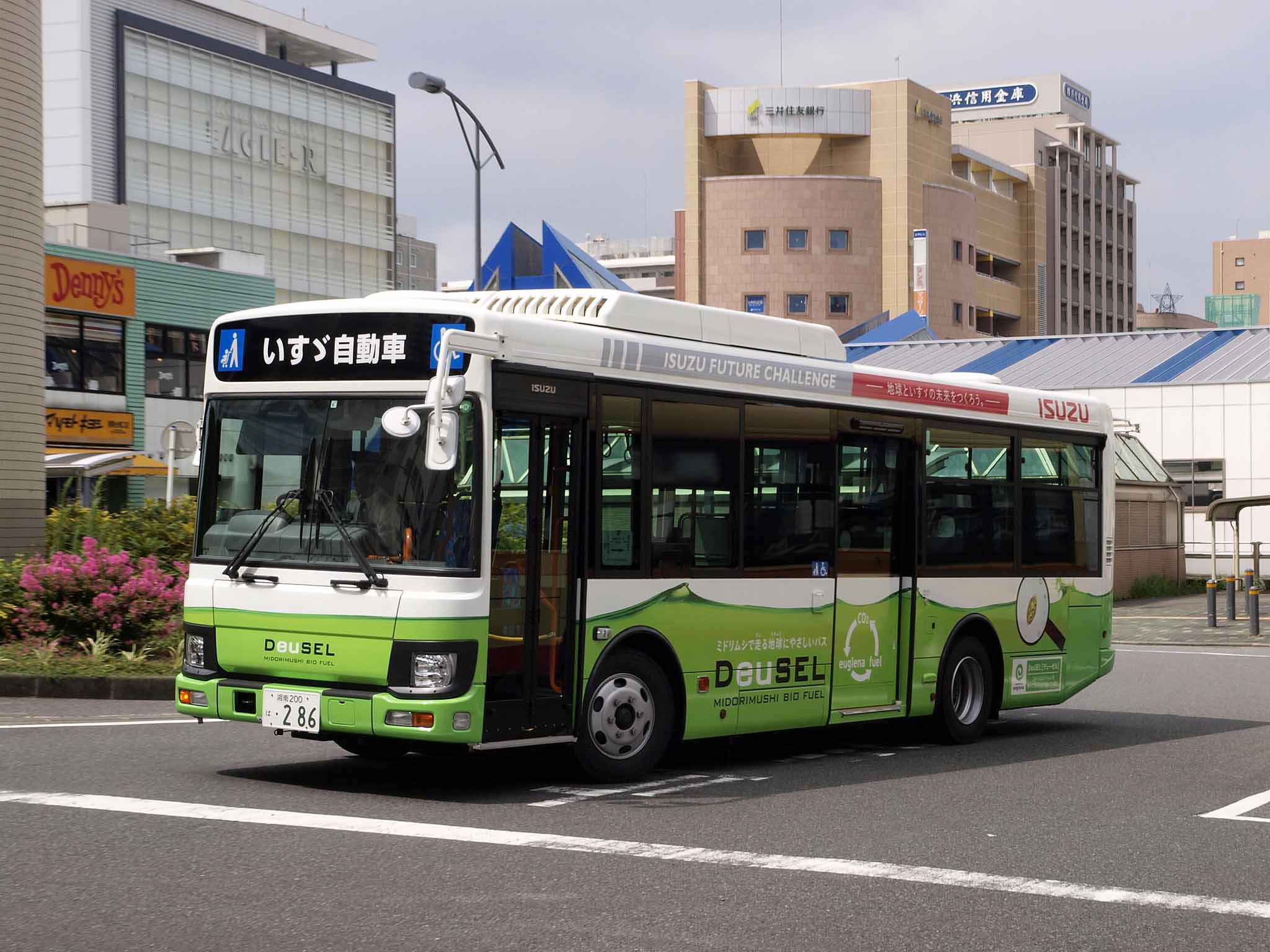
エルガミオ

- 大型路線バス
  - いすゞ・エルガEV (LV) / 日野・ブルーリボンZ EV (KV)
  - 日野・ブルーリボンハイブリッド (HL) / いすゞ・エルガハイブリッド (HL)
  - いすゞ・エルガ (LV) / 日野・ブルーリボン (KV)
- 中型路線バス
  - いすゞ・エルガミオ (LR) / 日野・レインボー (KR)

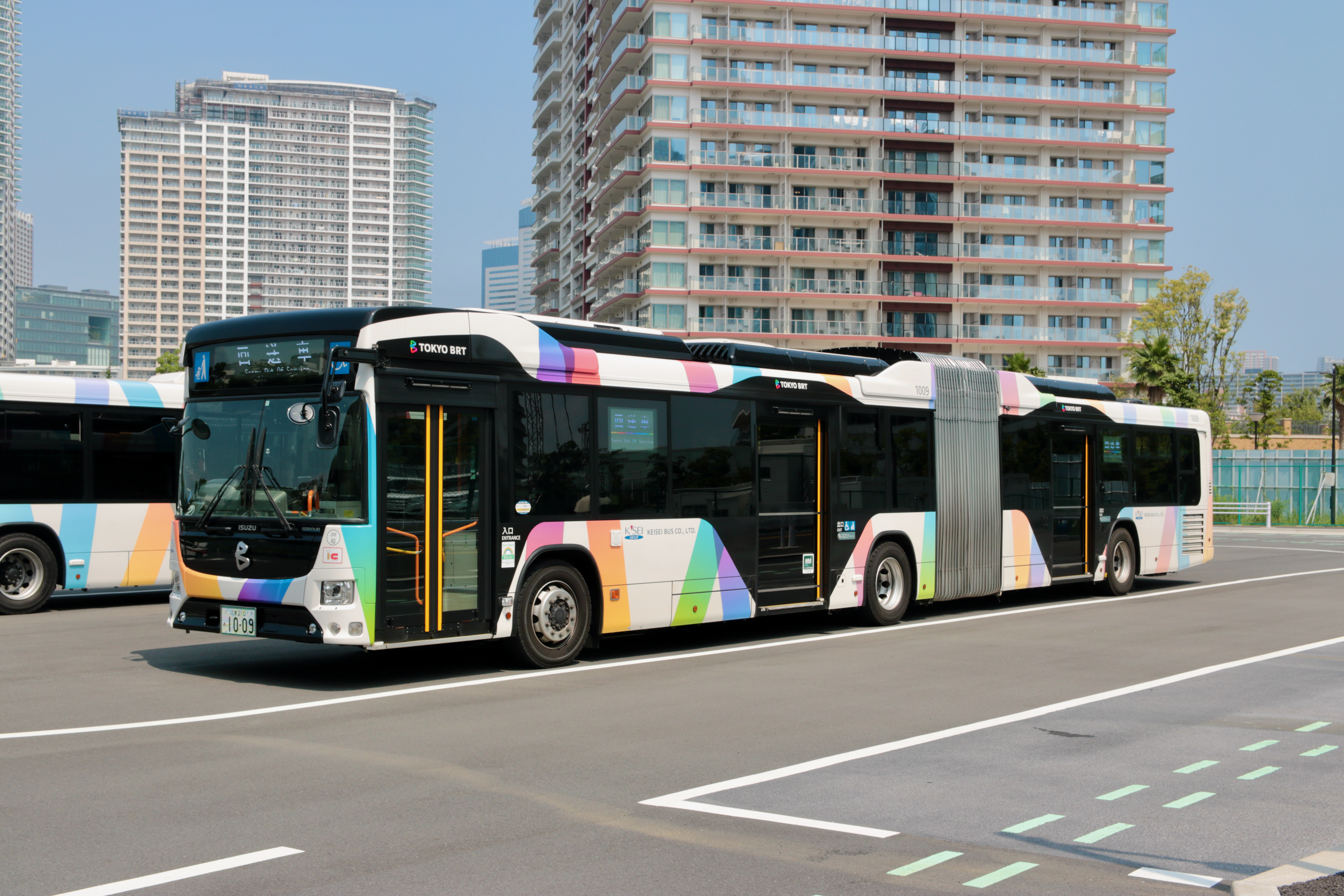
エルガデュオ
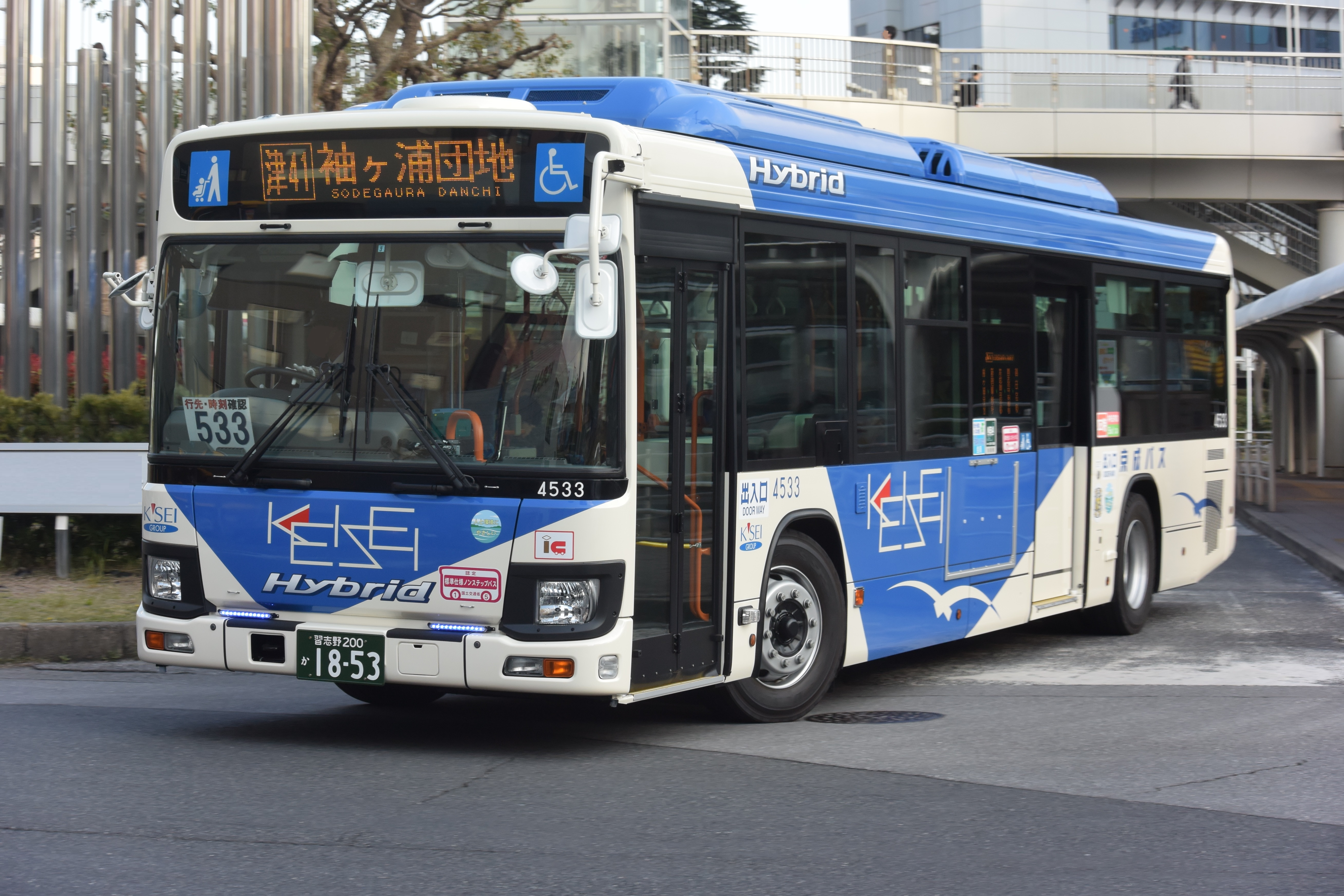
ブルーリボンハイブリッド

- エルガ
- エルガミオ

### 出荷停止中の車種
2022年3月に発覚した日野自動車エンジン不正問題により、2024年1月現在、一部の日野製エンジン搭載車の生産並びに出荷を停止している
小松事業所
- 大型観光バス・大型高速路線バス・9m大型観光バス
  - 日野・セレガ (RU) / いすゞ・ガーラ (RU)（E13C搭載車のみ）

### 過去の生産車種
小松事業所
- 大型観光バス・大型高速路線バス
  - 日野・セレガハイブリッド (RU)
- 大型路線バス
  - 日野・ブルーリボンシティ (HU)
  - 日野・ブルーリボンシティハイブリッド (HU)
  - トヨタ・FCHV-BUS (型式なし)
  - トヨタ・FCバス (型式なし)
  - トヨタ・SORA (MUM)
- 10.5m中型路線バス
  - いすゞ・エルガJ (HR) / 日野・レインボー（初代） (HR)
- 中型観光バス
  - 日野・メルファプラグインハイブリッド (RR)
- マイクロバス・小型路線バス（ツーステップバス）
  - いすゞ・ジャーニーJ (RX) / 日野・リエッセ (RX)

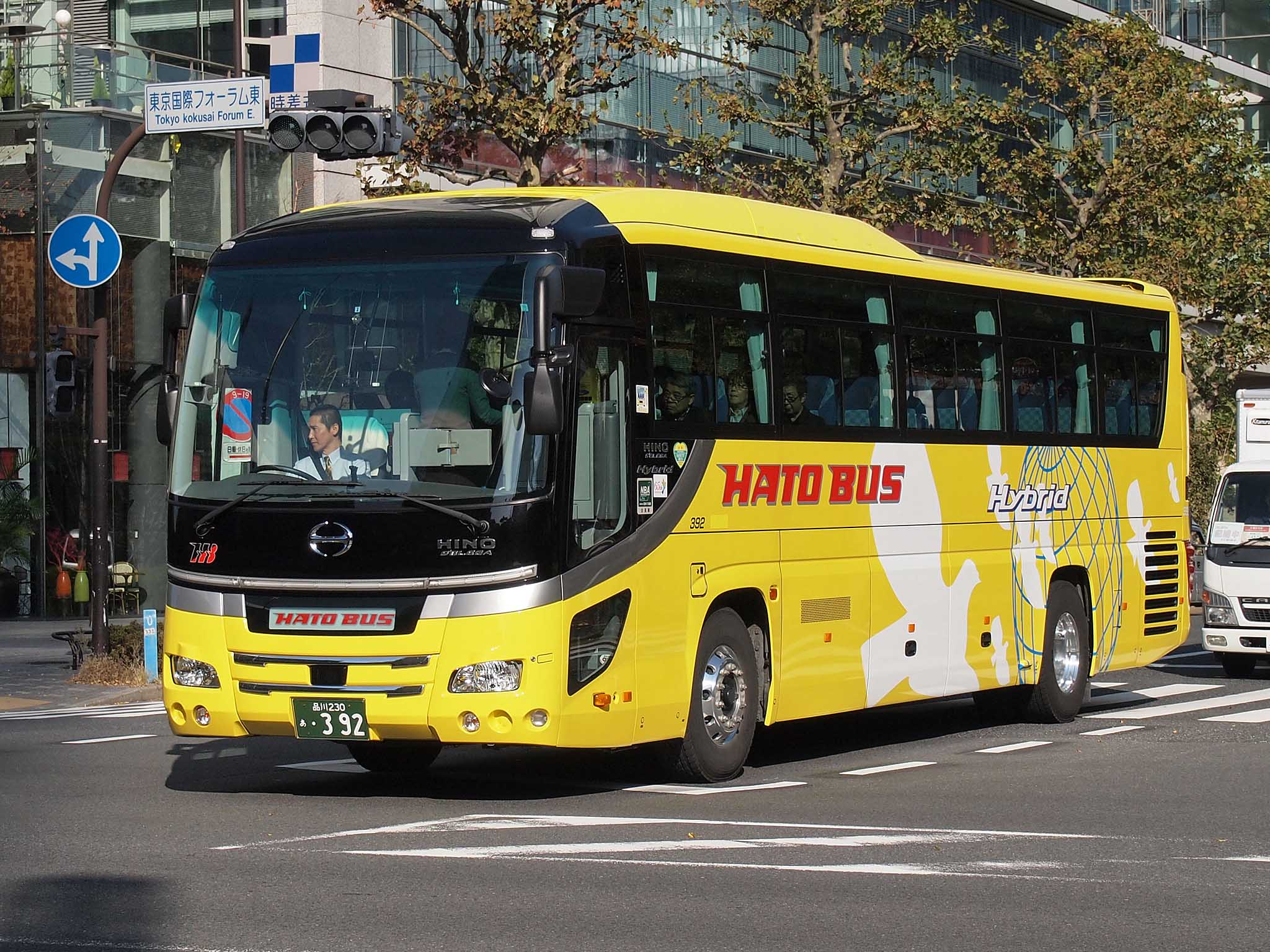
セレガハイブリッド
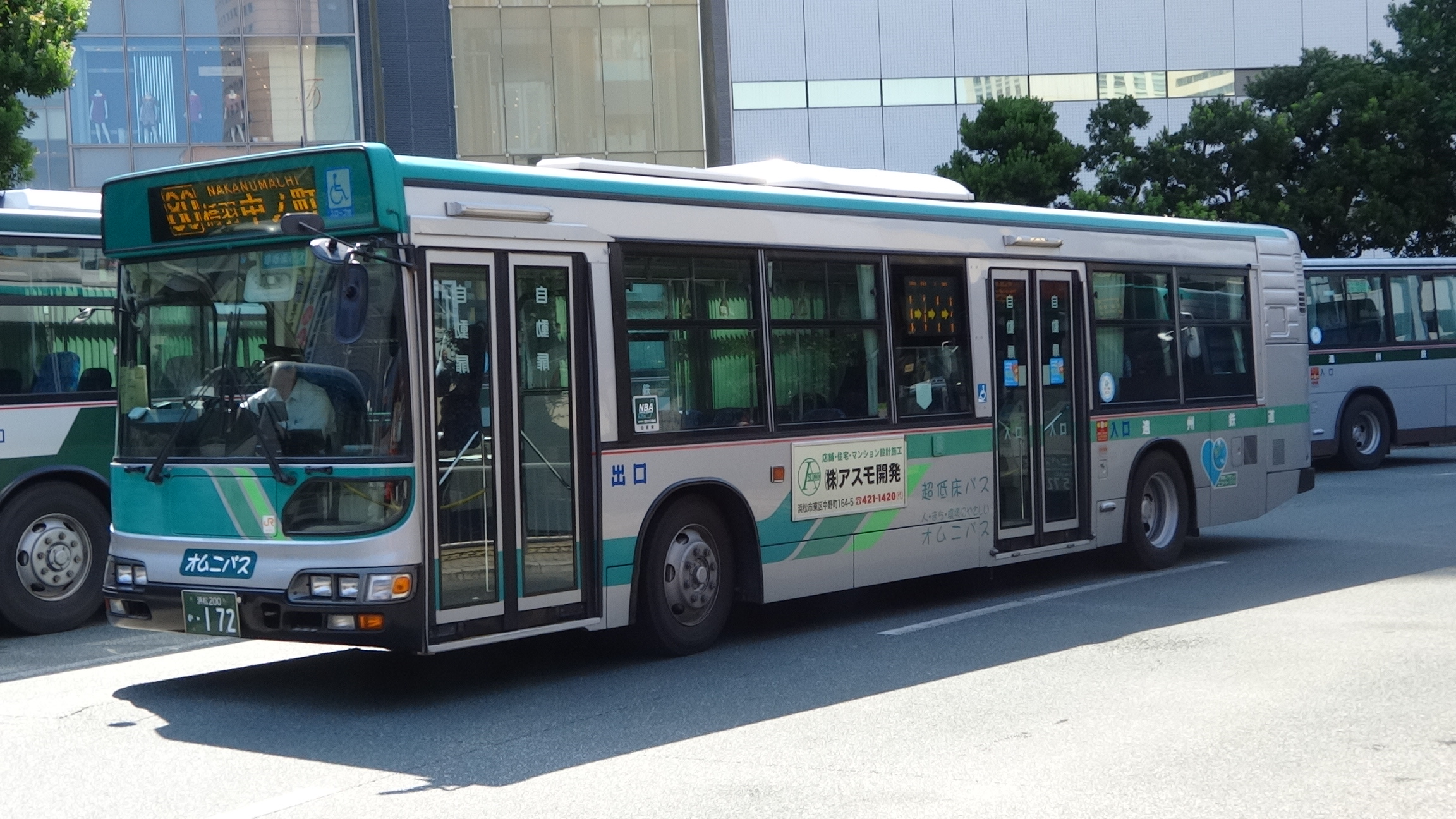
ブルーリボンシティ
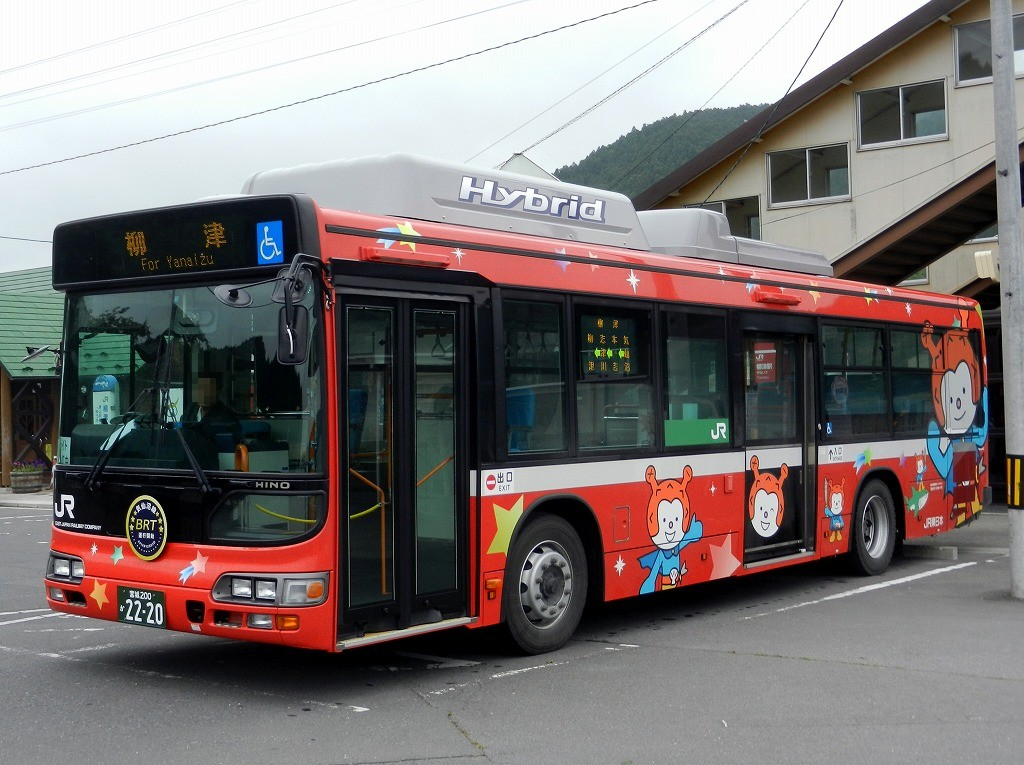
ブルーリボンシティハイブリッド
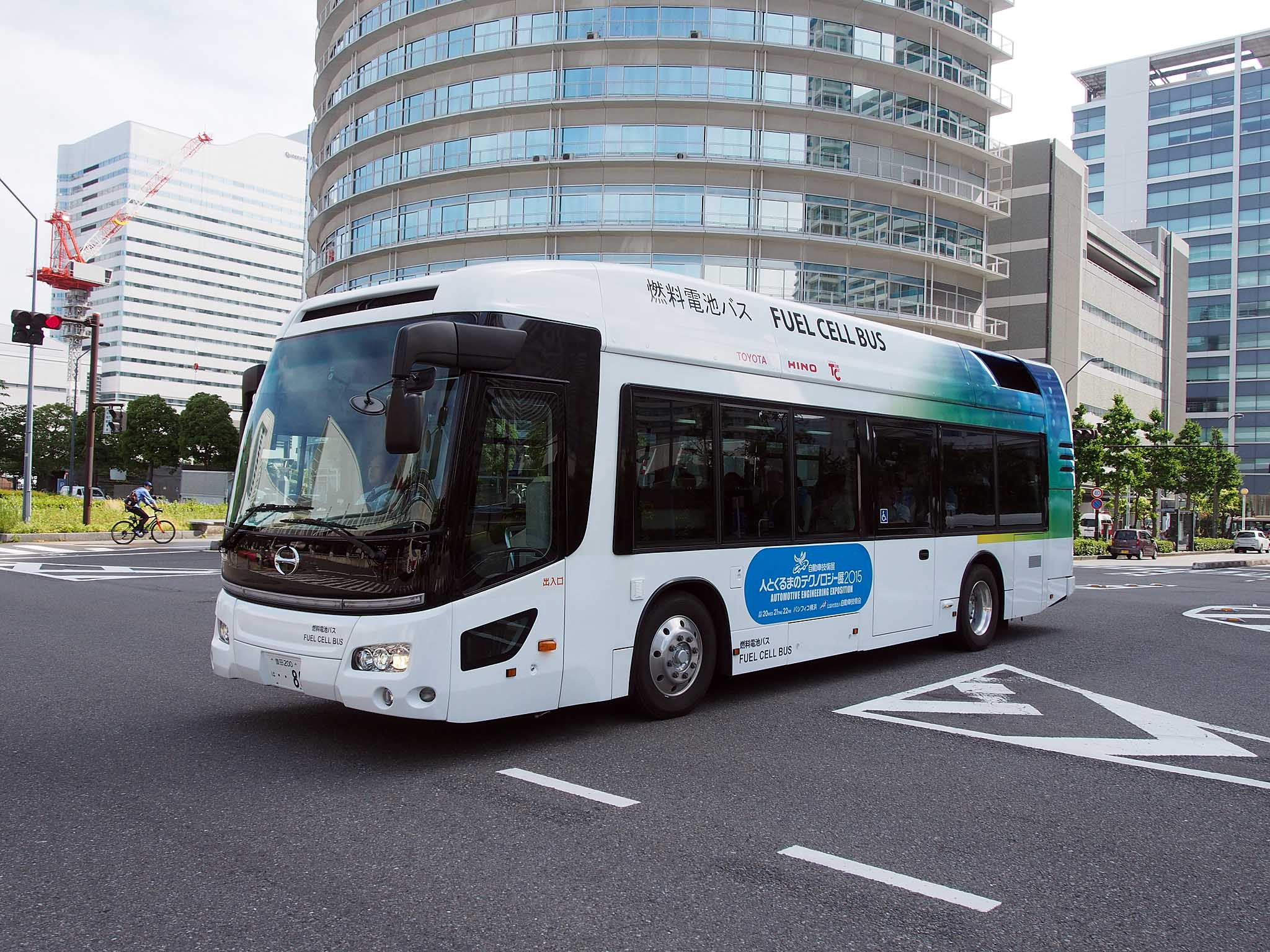
FCHV-BUS
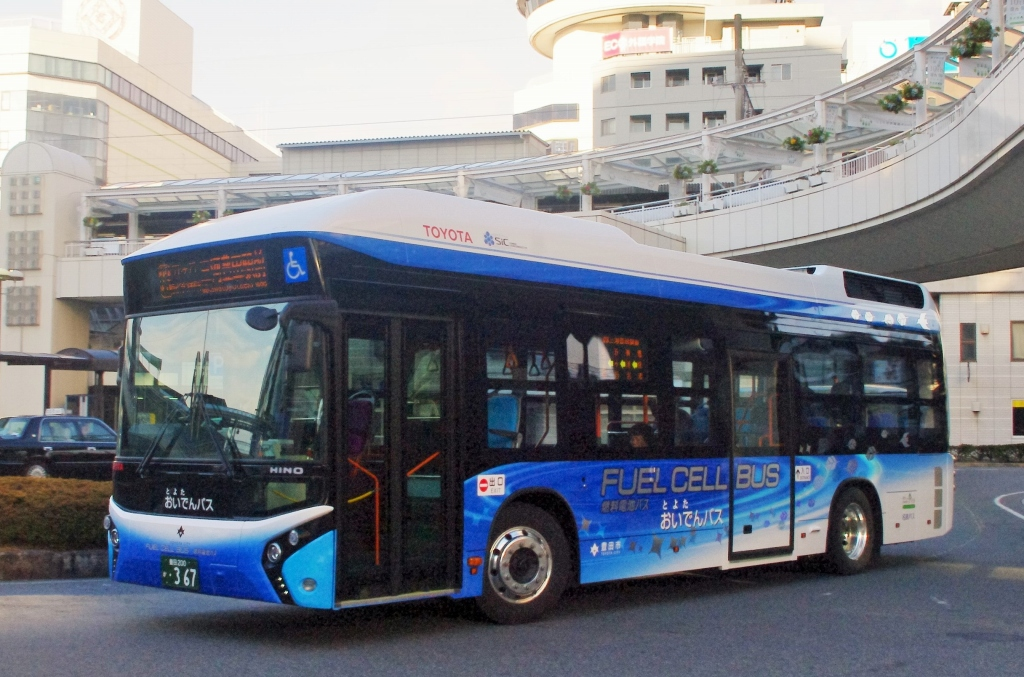
FCバス
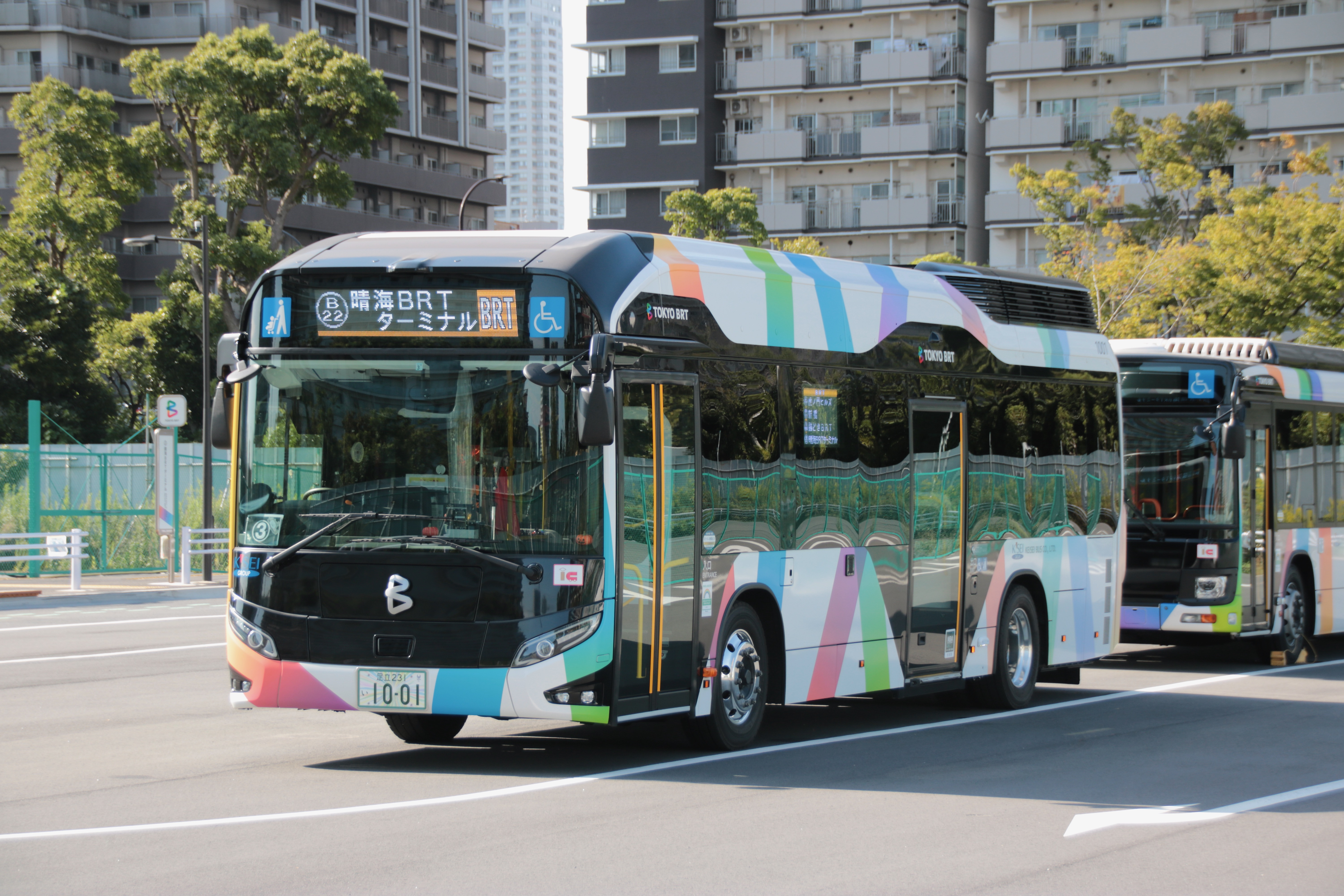
SORA
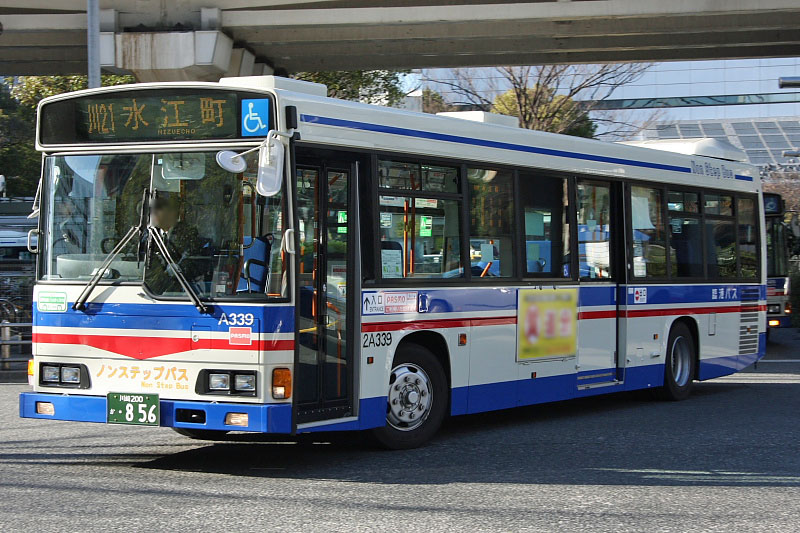
レインボー
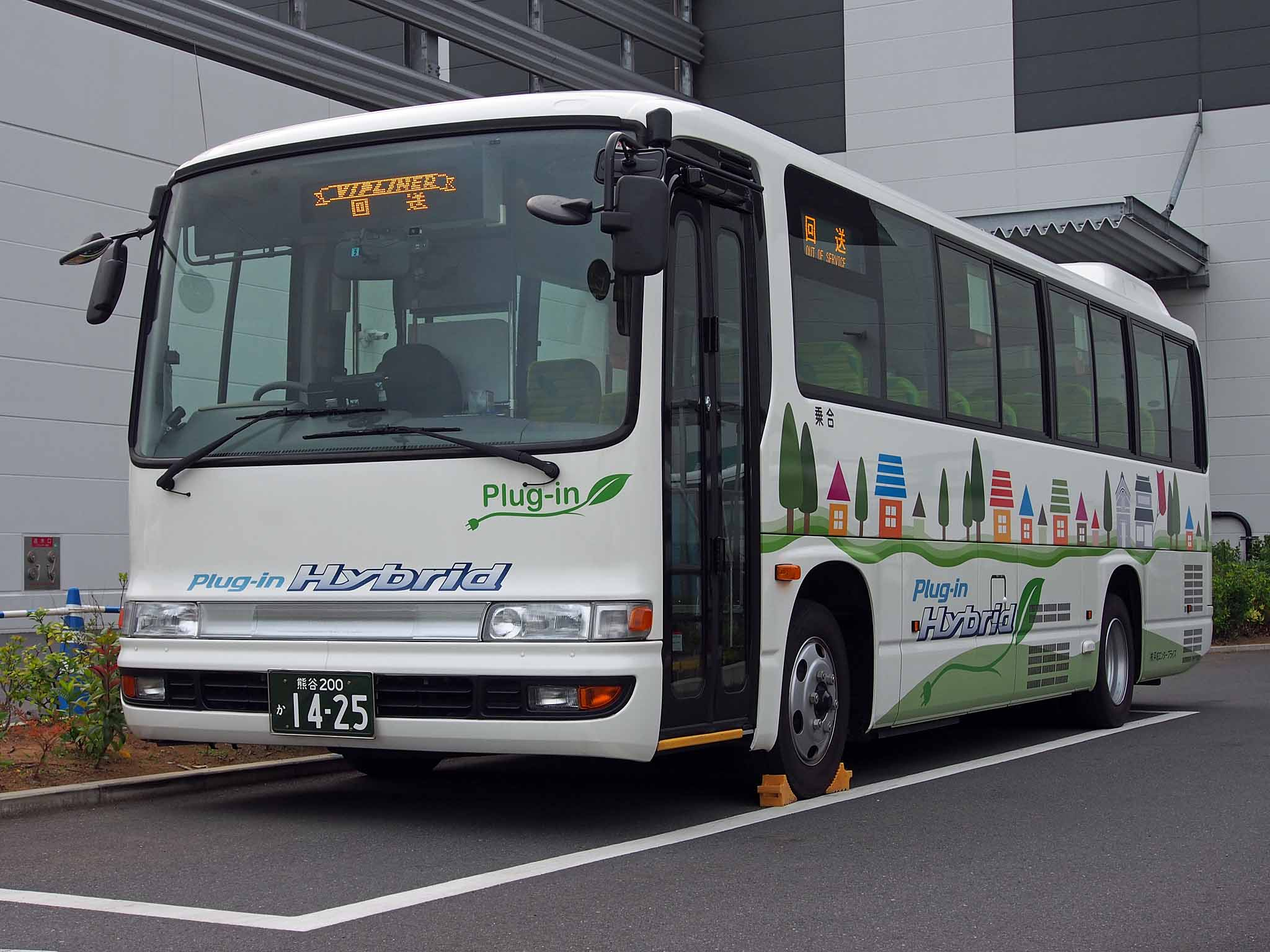
メルファプラグインハイブリッド
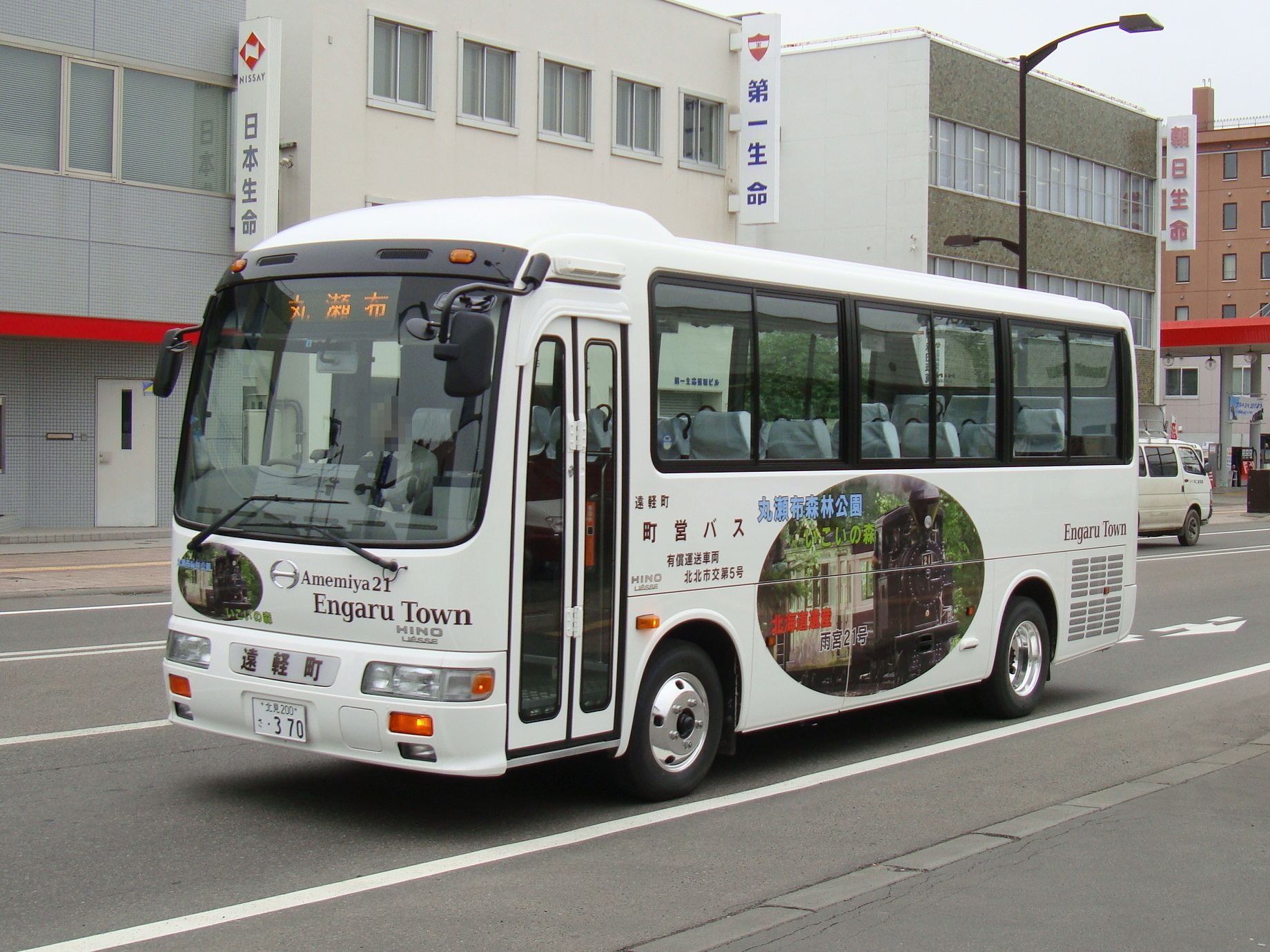
リエッセ

宇都宮事業所
- 大型観光バス・大型高速路線バス
  - いすゞ・ガーラ（初代） (LV)
- 大型路線バス
  - いすゞ・エルガ（初代） (LV) / 日野・ブルーリボンII (KV)
  - いすゞ・エルガハイブリッド（初代） (LV)
  - いすゞ・エルガCNG (LV)
- 9m大型路線バス
  - いすゞ・エルガLT (LT)
- 中型観光バス
  - ガーラミオ（初代） (LR)
- 中型路線バス
  - いすゞ・エルガミオ（初代） (LR) / 日野・レインボーII (KR)
  - いすゞ・エルガミオCNG (LR) / 日野・レインボーIICNG (KR)

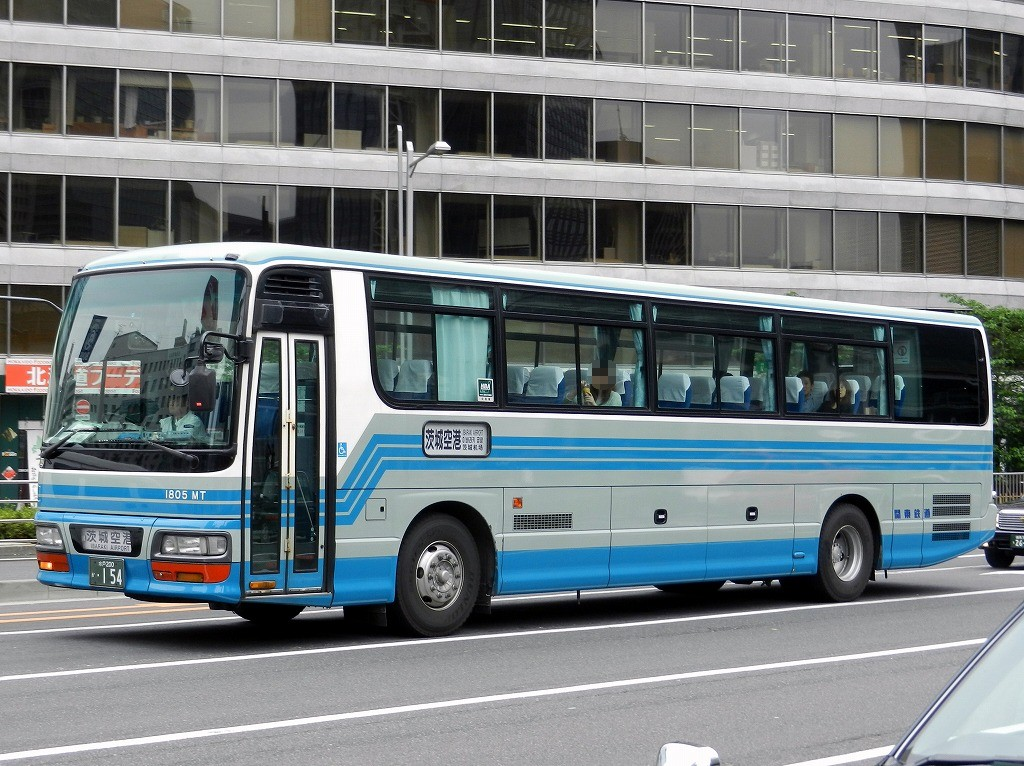
ガーラ
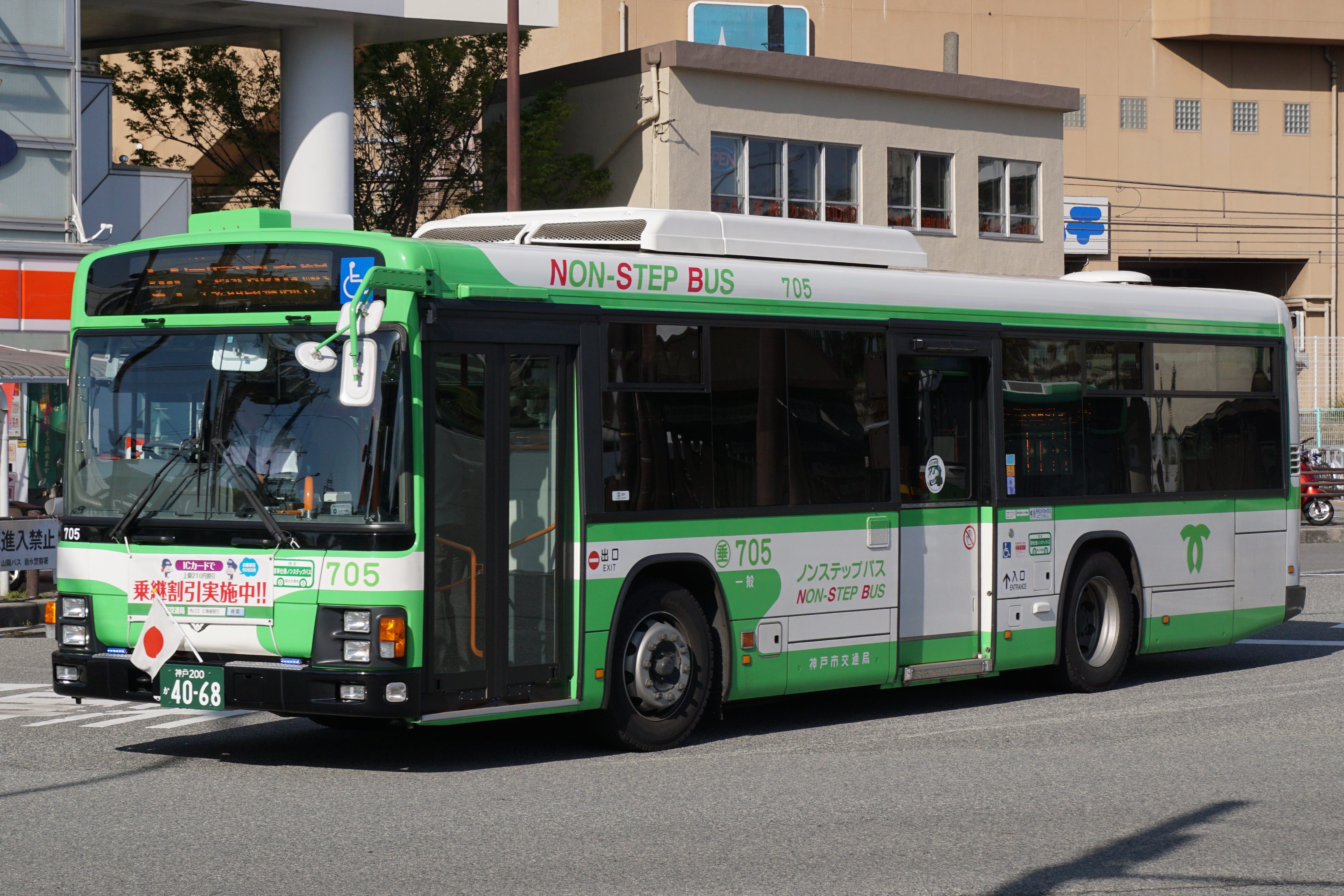
エルガ
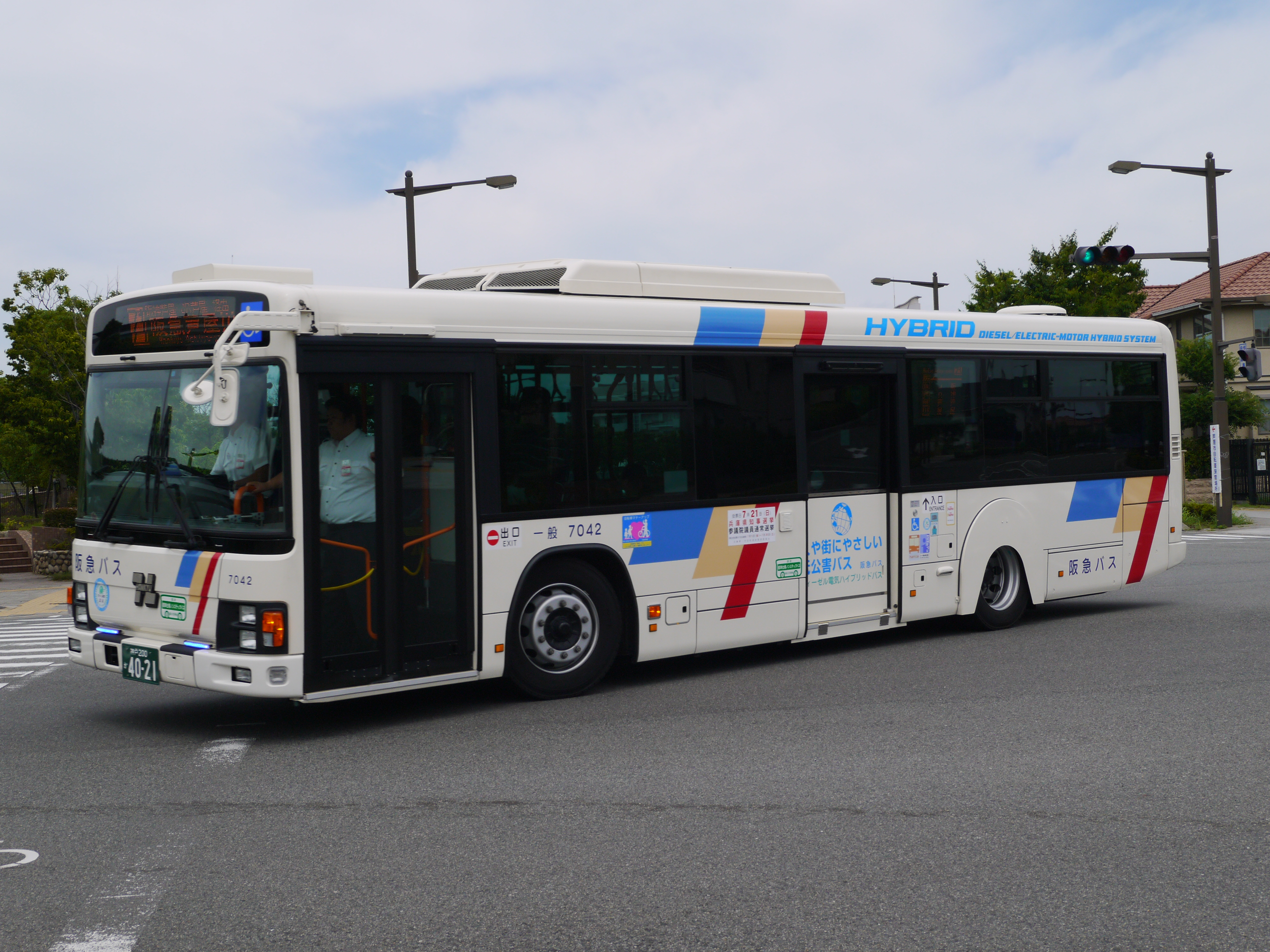
エルガハイブリッド
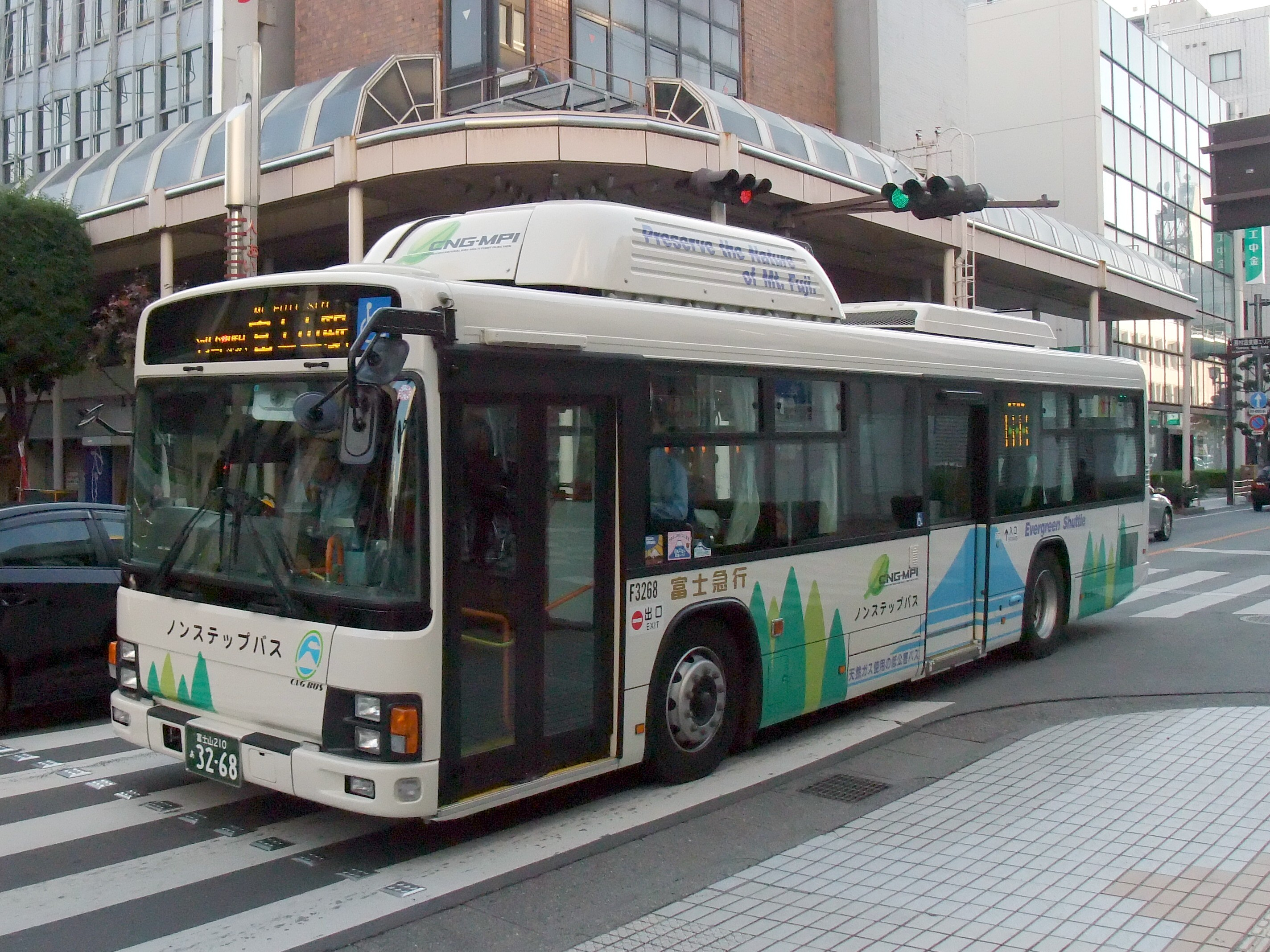
エルガCNG
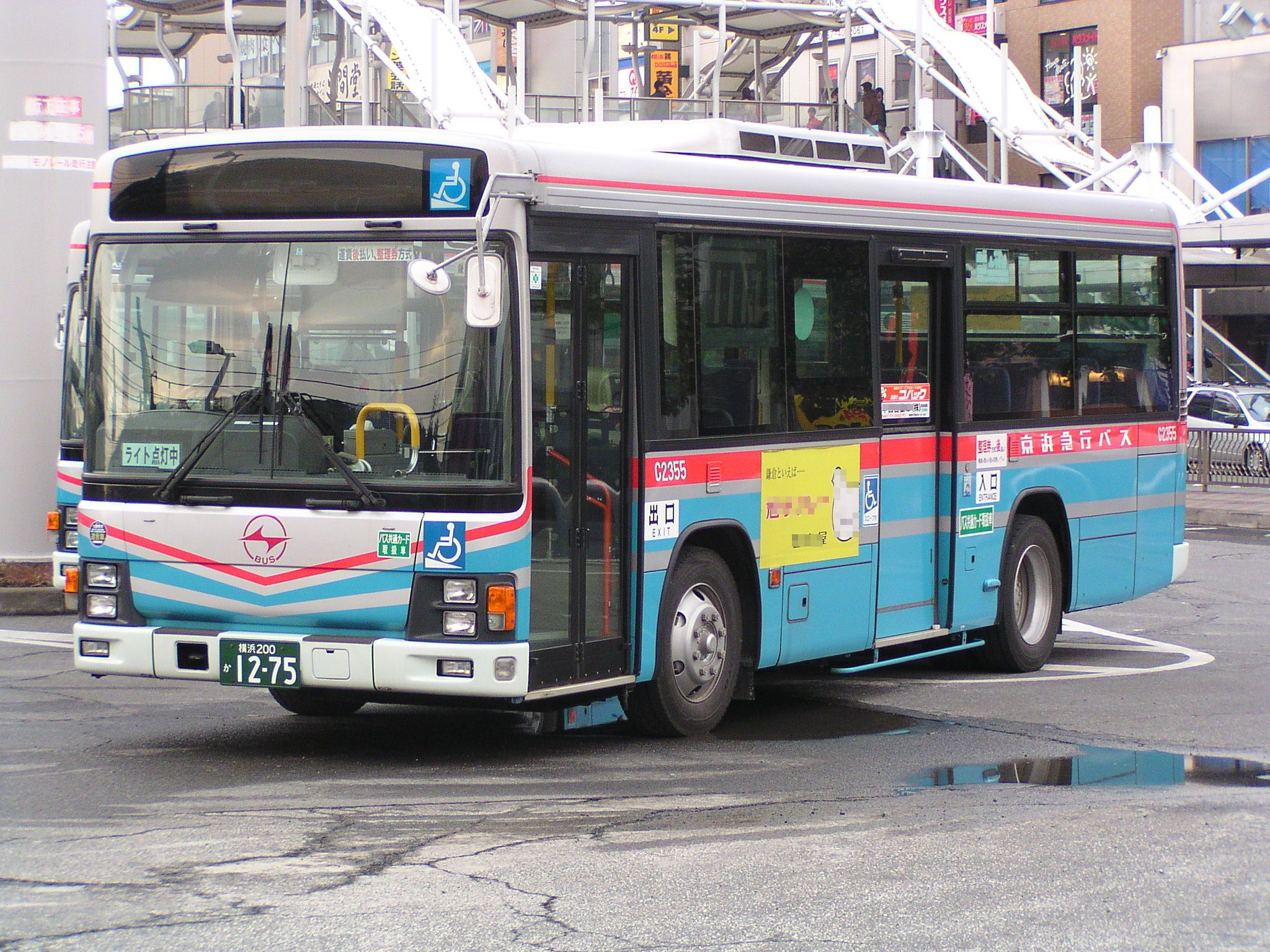
エルガLT
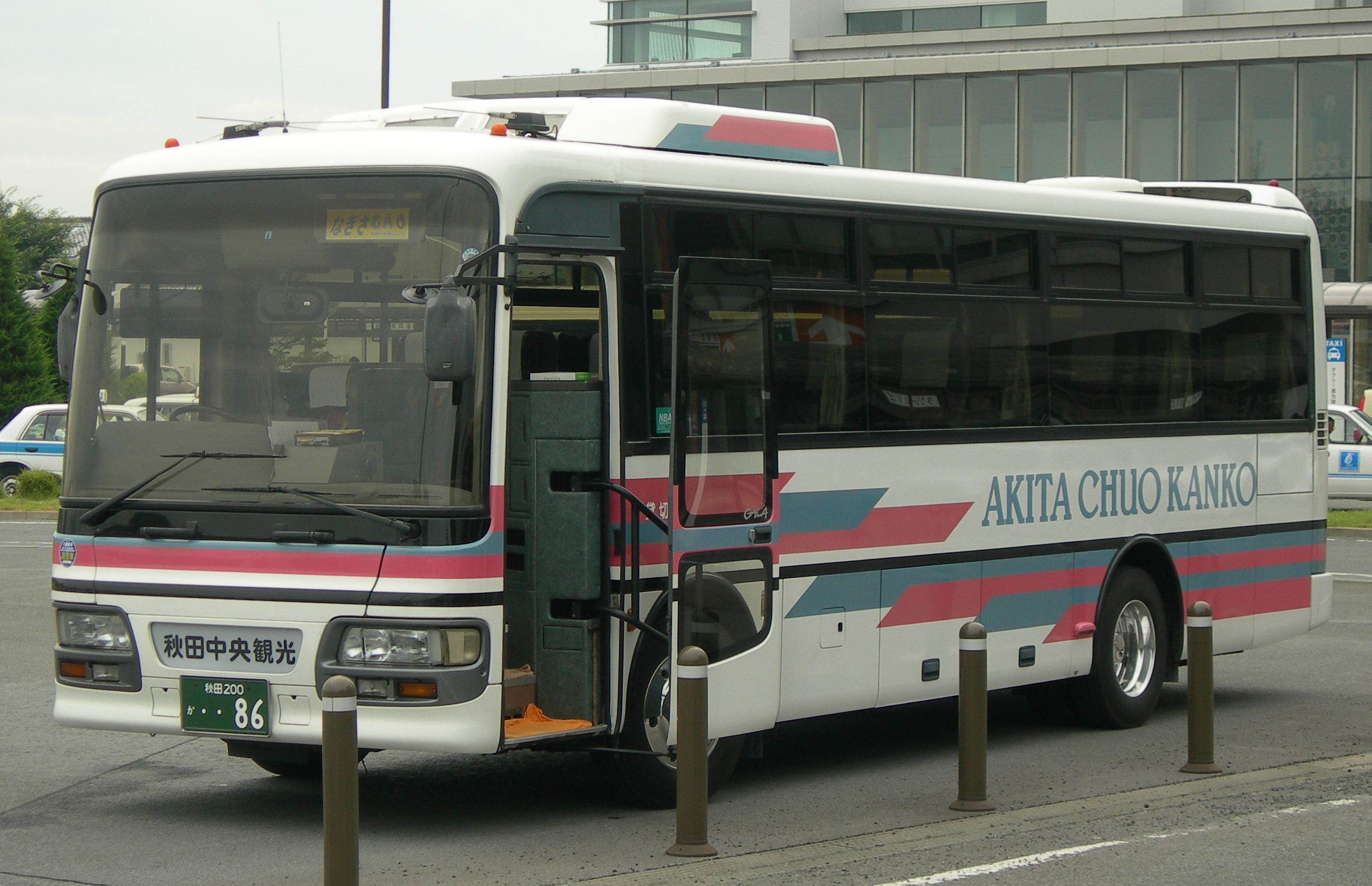
ガーラミオ
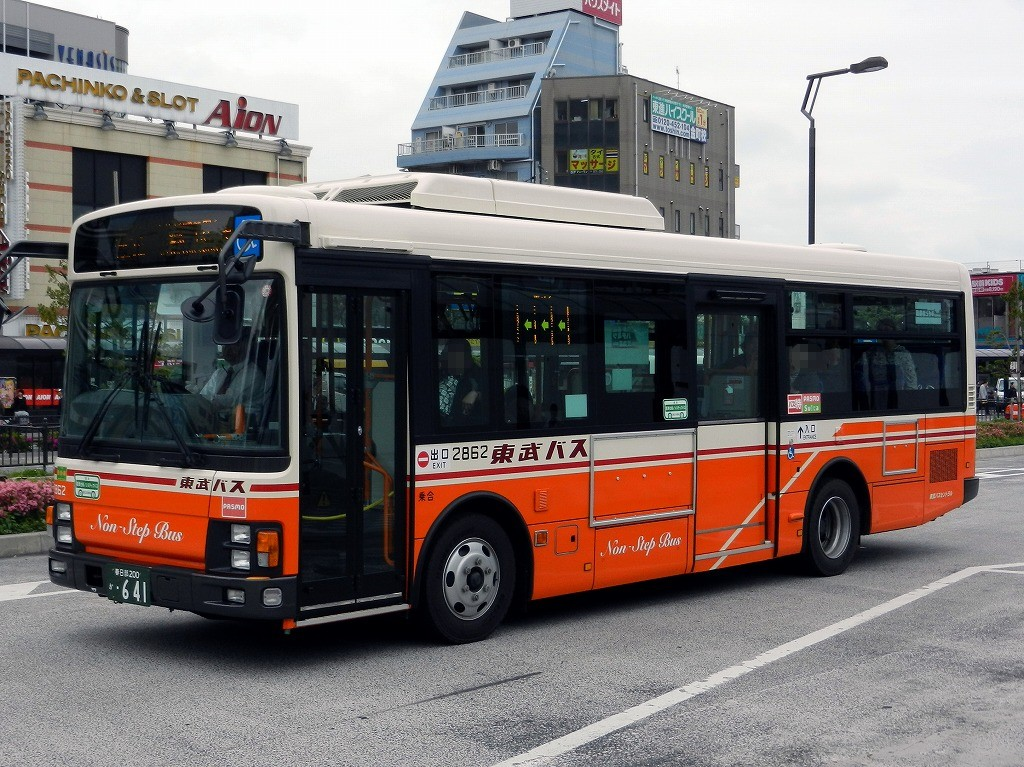
エルガミオ
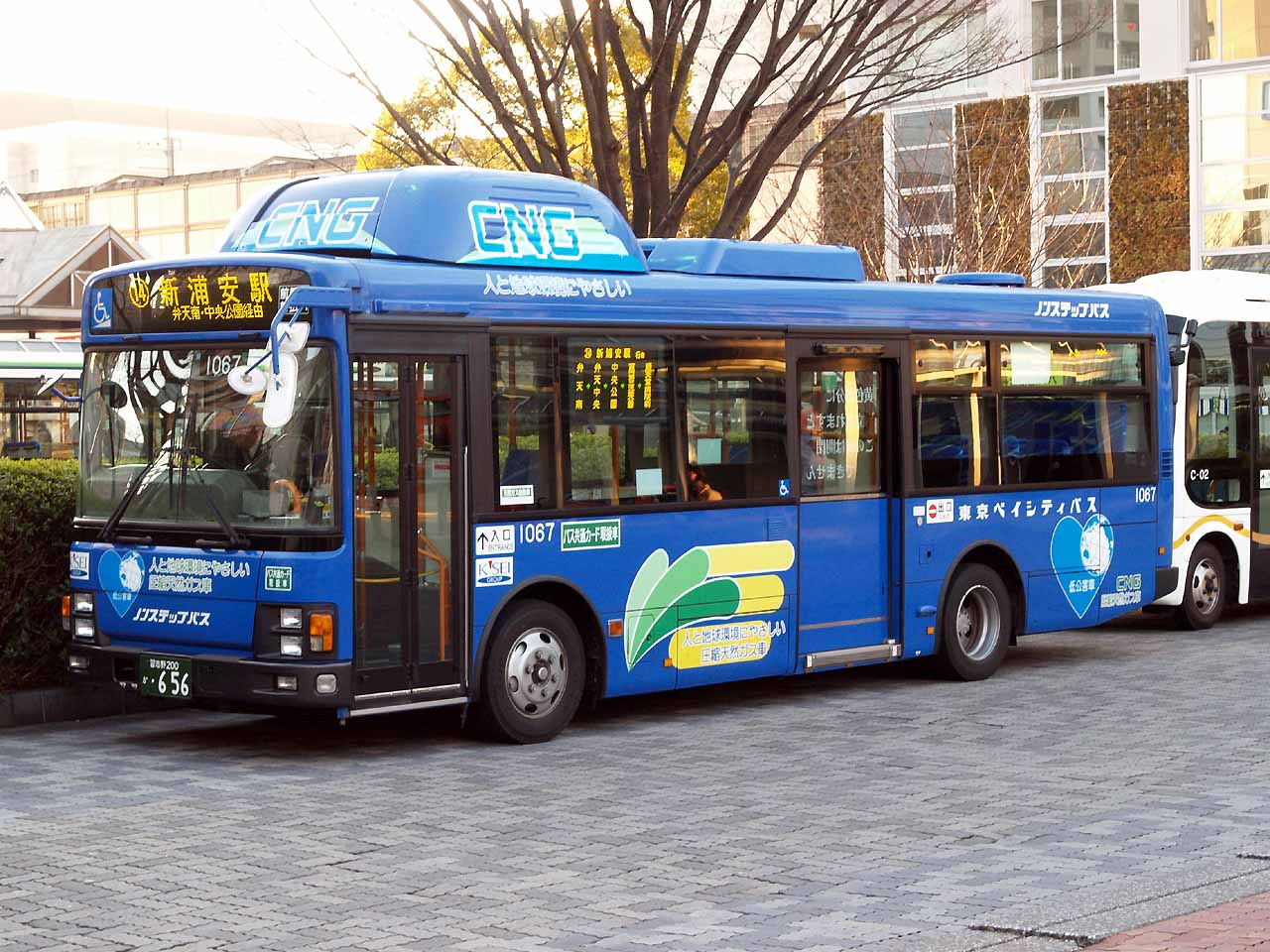
エルガミオCNG

## その他
- 小松事業所で生産するバスに使用されるプレス部品は、日野自動車グループでトラックボディーを生産するトランテックス（石川県白山市徳丸町670番地、旧日野車体工業金沢工場[注 2]）から供給を受けている。
- 2007年1月23日に、大型観光バス不正車検で法人として書類送検されている。
- 英語表記は「J-Bus」だが、インターネットのドメイン名では「j-bus.co.jp」が工房（当然当社とは無関係）が運営する発車オ〜ライネットですでに使われているため、ハイフンのない「jbus.co.jp」となった。
- リコールの届出に関しては、統合車種になる前の車種（初期のブルーリボンIIなど）は開発元が届出を行っているが、統合車種に移行後の車種に関してはそれぞれの発売元が届出を行っている。
- 株主である日野自動車は、かつての「ヂーゼル自動車工業」（同じく株主であるいすゞ自動車の前身）から日野製造所が独立し、「日野重工業」として1942年に設立されたものである[注 3]。
- 現在国内で中型バス（メルファ／ガーラミオ・レインボー／エルガミオ・セレガ9ｍ／ガーラ9ｍ）と2扉の小型バス（ポンチョ）を製造しているのは当社だけである。
- 宇都宮市に本社を置く関東自動車の路線バスの車種の多くが宇都宮事業所で製造された車両である（いわゆる地産地消）。